# チア☆ダン〜女子高生がチアダンスで全米制覇しちゃったホントの話〜
『チア☆ダン〜女子高生がチアダンスで全米制覇しちゃったホントの話〜』（チアダン じょしこうせいがチアダンスでぜんべいせいはしちゃったホントのはなし、英: Let's Go Jets）は、2017年3月11日公開の日本映画である。主演は広瀬すず、監督は河合勇人、脚本は林民夫。
本作は2009年3月に福井県立福井商業高等学校のチアリーダー部「JETS」が全米チアダンス選手権大会で優勝した実話を元に制作された。
2018年7月期にTBSテレビで映画版の9年後を舞台とした同タイトルのテレビドラマ『チア☆ダン』が放送された。

## 概要
2009年3月に普通の女子高生チアリーダー部が、本場アメリカのチアダンス選手権大会で優勝を果たした福井県立福井商業高等学校の実話を映画化。
福井県立福井商業高校チアリーダー部は、2006年に創部され、2009年の全米チアダンス選手権から数えて、2016年までに通算6回の優勝という偉業を成し遂げている。

## あらすじ
福井県立福井中央高校に入学した、明るく天真爛漫な女の子友永ひかりは中学からの同級生かつサッカー部の憧れの男子であった孝介を応援したいがために軽い気持ちでチアダンス部へ入部する。しかし、入部してみると予想以上に厳しい練習で退部する生徒も出てくる。それでもひかりはチームメイトと支えあいながら毎日鍛錬に励み、チームを引っ張りながら大会への優勝を目指して進んでいく。

## キャスト
友永ひかり
演 - 広瀬すず
モデルは福井商業高校初代JETSの中川怜美。
玉置彩乃
演 - 中条あやみ
部長。チアダンス経験者。モデルは福井商業高校初代JETSの村中文香。
紀藤唯
演 - 山崎紘菜
元ストリートダンサー。
東多恵子
演 - 富田望生
家庭環境が複雑。
永井あゆみ
演 - 福原遥
オタク系女子。
山下孝介
演 - 真剣佑
サッカー部。
村上麗華
演 - 柳ゆり菜
バレエ経験者。
矢代浩
演 - 健太郎
絵里
演 - 南乃彩希
即戦力となる後輩。
南青山女子高校チアダンス部の主将
演 - 大原櫻子
大野
演 - 陽月華
ひかりの父
演 - 木下隆行（TKO）
ひかりの母（写真）
演 - 鈴木杏（ノンクレジット）
多恵子の母
演 - 安藤玉恵
薫子の夫
演 - 矢柴俊博
教頭
演 - 緋田康人
校長
演 - きたろう
早乙女薫子
演 - 天海祐希
顧問。モデルは福井商業高校JETSの顧問である五十嵐裕子。

### チアダンス部
真美
演 - 佐々木萌詠
由美
演 - 長谷川里桃
ほなみ
演 - 小澤穂南
チアダンス部員
演 - 酒井麗奈（福井商業高校JETSのOG 2013年卒）
チアダンス部員
演 - 藤井利帆（福井商業高校JETSのOG 2014年卒）
その他
演 - 石橋美幸、山本晶、吉川智歩美、早川葵、塩澤茉由、的場友萌、上野茉実、江崎梨乃、菊池明香、新山千遥、笹岡優愛、石川和菜花、高橋安莉沙、春山渚
女性レポーター
演 - 高田夏帆

## スタッフ
- 監督：河合勇人
- 脚本：林民夫
- 音楽：やまだ豊
- 主題歌：大原櫻子「ひらり」[11]
- 挿入歌：大原櫻子「青い季節」[11]
- 企画プロデュース：平野隆
- プロデューサー：辻本珠子、下田淳行
- 共同プロデューサー：前田菜穂、原公男
- 音楽プロデューサー：桑波田景信
- チアダンス振付・指導：前田千代
- チアダンス指導：三田村真帆、丸田えり子、若杉嘉奈子、山田里菜、加藤あい、渡辺あさぎ、森村亜理紗、山本琴乃、中野晶子
- ラインプロデューサー：及川義幸
- 撮影：花村也寸志
- 照明：永田英則
- 美術：金勝浩一
- 装飾：湯澤幸夫
- 録音：小松崎永行
- 編集：瀧田隆一
- VFXスーパーバイザー：小坂一順
- スクリプター：杉本友美
- 助監督：李相國
- 制作担当：高瀬大樹
- 特別協力：一般社団法人 日本チアダンス協会
- スペシャルサンクス：福井県立福井商業高等学校チアリーダー部 JETS（五十嵐裕子、中川怜美、牧田萌、三田村真帆、村中文香、山田亜梨紗、蟻塚智菜美、奥谷茉野、畑千秋、椿坂実穂）
- 配給：東宝
- 制作会社：ツインズジャパン
- 製作：映画『チア☆ダン』製作委員会（TBSテレビ、東宝、KADOKAWA、ツインズジャパン、CBCテレビ、毎日放送、フォスター・プラス、研音、テンカラット、毎日新聞社、RKB毎日放送、北海道放送、GYAO、福井テレビ、福井放送）

## 使用楽曲（映画版）
- 「PROBLEM」(Ariana Grande)
- 「GONNA MAKE YOU SWEAT / EVERYBODY DANCE NOW」
- 「Good Time (with Carly Rae Jepsen)」(Owl City)
- 「You Look Better Wet」
- 「AMERICAN DREAM」
- 「Feel Alive」
- 「Back on Top」
- 「Beautiful Day」
- 「チアUP!」
- 「恋するフォーチュンクッキー」
- 「リンダリンダ」
- 「コンバットマーチ」

## ロケ地（映画版）
物語の舞台は福井県だが、新潟県新潟市を中心に撮影された。
- 新潟県立 旧西川竹園高等学校
- 新潟空港

など

## メディアミックス
- 『チア☆ダン 「女子高生がチアダンスで全米制覇しちゃったホントの話」の真実』（角川文庫）[9]
  - ノンフィクション単行本。著者は円山夢久。2017年1月31日発売。ISBN 978-4-04-892382-8。
  - ノンフィクション文庫本。著者は円山夢久。2018年6月25日発売。ISBN 978-4-04-893901-0。
- 『小説 チア☆ダン 女子高生がチアダンスで全米制覇しちゃったホントの話』（角川つばさ文庫）[9]
  - 映画のノベライズ版。文はみうらかれん、絵は榊アヤミ。2017年2月15日発売。ISBN 978-4-04-631677-6。
- 『チア☆ダン 女子高生がチアダンスで全米制覇しちゃったホントの話』（Sho-Comiフラワーコミックス）[13]
  - 映画のコミカライズ版。漫画はきみど莉央。2017年2月24日発売。ISBN 978-4-09-139163-6。
- 『チア☆ダン ROCKETS』（角川つばさ文庫）
  - テレビドラマのノベライズ版。文はみうらかれん、絵は榊アヤミ。2018年8月15日 - 2018年12月15日発売。

  1. 9年後のJETSとわかば　ISBN 978-4-04-631830-5
  2. 奇跡を起こせ!涙のエール　ISBN 978-4-04-631837-4
  3. きみはひとりじゃない　ISBN 978-4-04-631838-1

## テレビ放送
| 回 | 放送日        | 放送時間（JST）   | 放送局 | 視聴率 | 備考                                                                                               | 出典          |
| -- | ------------- | ----------------- | ------ | ------ | -------------------------------------------------------------------------------------------------- | ------------- |
| 1  | 2019年2月24日 | 日曜2:08 - 4:30   | TBS    | 2.0%   | 地上波初放送。本編ノーカットで放送。                                                               | [ 14 ] [ 15 ] |
| 2  | 2020年5月22日 | 金曜20:57 - 22:54 | TBS    | 9.3%   | 特別編集を加えたバージョンで放送。4月10日開始予定だったMIU404の放送開始が6月26日に延期されたため。 | [ 16 ] [ 17 ] |

- 視聴率はビデオリサーチ調べ、関東地区・世帯・リアルタイム。

## 受賞歴
- 第41回日本アカデミー賞 新人俳優賞 - 中条あやみ[18]

## テレビドラマ
『チア☆ダン』のタイトルで2018年7月13日から9月14日までTBSテレビ系「金曜ドラマ」枠で放送された。主演は土屋太鳳。
キャッチコピーは「見たことのない景色（キセキ）はじまる－」。
映画版の9年後を舞台に、映画版とは別の福井西高校の生徒たちが「打倒、JETS」「全米制覇」の夢を目指す物語である。映画版の主人公・友永ひかり役の広瀬すずが9年後の同役として特別出演した。
ドラマのロケ地にもなっている福井県の福井放送では7月22日から毎週日曜13時 - 13時54分に9日遅れで時差ネットを開始。また、台湾の日本語テレビ局緯来日本台でも7月21日から毎週土曜22時 - 22時54分に8日遅れで時差ネットされている。
クライマックスでわかば役の土屋が着用した衣装は、同年の『第60回日本レコード大賞』の総合司会を土屋が務めるにあたってドレスとしてリメイクされている。

### キャスト (テレビドラマ)
学年は初登場時点。

#### 福井西高等学校生徒
藤谷わかば（ふじたに わかば）
演 - 土屋太鳳（幼少期：藤田りんか）
2年B組。桐生汐里に誘われチアダンス部に入部する。
桐生汐里（きりゅう しおり）
演 - 石井杏奈
東京から来た転校生。2年C組。わかばをチアダンス部に誘う。
桜沢麻子（さくらざわ あさこ）
演 - 佐久間由衣
2年B組の学級委員。生徒会役員で同校の教頭である伸介の娘。
柴田茉希（しばた まき）
演 - 山本舞香
2年D組。不登校で夜中路上で踊っている。
栗原渚（くりはら なぎさ）
演 - 朝比奈彩
2年A組。陸上部に所属する。
榎木妙子（えのき たえこ）
演 - 大友花恋
2年A組。父が経営する中華料理屋の手伝いをするために部活に入っていなかったが、ダイエットのためにチアダンス部に入る。
橘穂香（たちばな ほのか）
演 - 箭内夢菜
2年D組。バレエ経験者。
蓮実琴（はすみ こと）
演 - 志田彩良
2年C組。日本舞踊の家元の娘。
椿山春馬（つばきやま はるま）
演 - 清水尋也
2年A組。野球部。わかばの幼馴染。
柳沢有紀（やなぎさわ ゆき）
演 - 八木莉可子
2年B組。わかばの親友。
麻生芙美（あそう ふみ）
演 - 伊原六花
チアリーダー部に所属する1年生。
梶山カンナ（かじやま かんな）
演 - 足立佳奈
チアリーダー部に所属する1年生。
稲森望（いなもり のぞみ）
演 - 堀田真由
2年B組。チアリーダー部の部長。無理やりチアダンス部に勧誘してくる汐里を敵視している。
芦田さくら（あしだ さくら）
演 - 福地桃子
2年C組。チアリーダー部に所属する。
三枝美菜（さえぐさ みな）
演 - 石崎なつみ
2年B組。チアリーダー部に所属する。
樫村恵理（かしむら えり）
演 - 坂ノ上茜
2年B組。チアリーダー部に所属する。
菅沼香（すがぬま かおり）
演 - 溝口恵
2年B組。チアリーダー部に所属する。
大竹真子（おおたけ まこ）
演 - 守屋ことり
チアリーダー部に所属する1年生。
武藤夕実（むとう ゆみ）
演 - 佐生雪
チアリーダー部に所属する1年生。
上杉昇（うえすぎ のぼる）
演 - 髙橋里恩
春馬の野球部仲間。
井端ありさ
演 - 伊藤有沙
チアリーダー部に所属する1年生。
成田愛海
演 - 成瀬亜未
チアリーダー部に所属する1年生。
三谷絵里加
演 - 宮口依里栞
チアリーダー部に所属する1年生。
森村悠香
演 - つじかりん（旧：戸田華鈴）
2年B組。

#### 福井西高等学校教職員
漆戸太郎（うるしど たろう）
演 - オダギリジョー
地理歴史教師。チアダンス部の顧問。第1話開始時点で新しく赴任した教師。2018年4月からの赴任予定だったが、前職の高校での問題で精神不安定になり、赴任が3ヶ月後の第1話開始時点となった。チアダンス部の顧問にはならない予定だったが、わかばが街道で踊っていて警察に尋問されたとき、チアダンス部の顧問と名乗ったことによりチアダンス部の顧問となることになった。
桜沢伸介（さくらざわ しんすけ）
演 - 木下ほうか
教頭。麻子の父。
蒲生駒子（がもう こまこ）
演 - 阿川佐和子
校長。今年で5年目。
杉原正道（すぎはら まさみち）
演 - 本多力
英語教師。
松井市子（まつい いちこ）
演 - 森矢カンナ
生物教師。
菊池恭介（きくち きょうすけ）
演 - 木原勝利
体育教師。

#### 藤谷家
藤谷あおい（ふじたに あおい）
演 - 新木優子 （少女期：峯田百花）
わかばの姉。ひかりの後輩。福井中央高校チアダンス部「JETS」の元センター。東京の学校のチアダンス部のコーチを務めるため福井を離れる。後に、わかばたちのコーチにも就任する。
藤谷勝也（ふじたに かつや）
演 - 高橋和也
わかばとあおいの父。眼鏡の製造会社を営んでいる。
藤谷房子（ふじたに ふさこ）
演 - 紺野まひる
わかばとあおいの母。

#### 漆戸家
漆戸今日子（うるしど きょうこ）
演 - 松本若菜
太郎の妻。福井県立大学の准教授としてウィルスやカビ、細菌の研究を行っている。
漆戸大和（うるしど やまと）
演 - 高村佳偉人
太郎と今日子の息子。

#### その他
花房月子（はなふさ つきこ）
演 - 小倉優香
福井中央高校のチアダンス部「JETS」の現役センター。
木田隆（きだ たかし）
演 - 岐洲匠
太郎の前任校の生徒。

#### ゲスト
第1話
友永ひかり（ともなが ひかり）
演 - 広瀬すず（特別出演）
福井中央高校のチアダンス部「JETS」のコーチ。福井中央高校の卒業生で、チアダンス部「JETS」の元メンバー。
中村
演 - 八木正幸
駅員。福井駅の前で踊っているわかばらに、どこの学校の生徒か尋ねる。
警察官
演 - 天津弥、他1名
第3話
榎木洋
演 - 星田英利 （第5話）
妙子の父。中華料理店「エノキ食堂」の店主。
司会
演 - まりゑ
「第26回 全日本チアダンス選手権 チアダンス福井大会」の司会。
早乙女薫子
演 - 天海祐希（写真、ノンクレジット）
福井中央高校のチアダンス部「JETS」の初代顧問。わかばたちが訪問した時は不在だったが、現在も顧問を務めている。
今日子が太郎に薦めた本の著者。
第4話
真鍋博正
演 - 小手伸也
福井中央高校の校長。駒子の後輩。
夏穂
演 - 大和田南那（回想）
茉希の中学生時代の親友。
第5話
大野希子
演 - 陽月華
福井中央高校チアダンス部「JETS」が全米初制覇した当時のコーチ。
キャバクラの男
演 - 河野洋一郎
木田がアルバイトをしているキャバクラの男。
第6話
橘誠一
演 - 宍戸開
穂香の父。
坂木文彦
演 - 夙川アトム（第7話・第9話）
太郎の主治医。
理学療法士
演 - 野澤剣人（第7話・第9話）

第7話
水嶋弘樹
演 - 遠藤健慎（第10話 最終回）
美術部。1学年上の麻子に交際を申し込む。
司会
演 - 菊池明明
「2019年 チアダンス北信越チャレンジカップ」の司会。
第8話
桐生光俊
演 - 津田寛治
汐里の父。現在は離れて暮らしている。
加藤友梨奈
演 - 脇あかり
都立橘北高校の生徒。汐里の後輩。
土橋弘樹
演 - 工藤宏二郎
渋谷の路上で仲間とともに友梨奈に絡んでいた男。
松永ユウキ
演 - 西ノ園達大
松永法律事務所の弁護士。土橋の弁護人。
第9話
医師
演 - 大須賀隼人
わかばを診察した医師。
看護師
演 - 黒沢リコ

第10話 最終回
北沢麻友
演 - 飯豊まりえ
汐里が以前所属していた東京代表の都立橘北高校チアダンス部「Sanders」のキャプテン。
大会委員長
演 - 宮崎京

司会
演 - 高畠麻奈
「第27回 全日本チアダンス選手権 決勝大会」の司会。
大会スタッフ
演 - 中井さくら

### 劇中使用曲 (テレビドラマ)
第1話
- どか〜ん（THE 真心ブラザーズ）
- 狙いうち（山本リンダ）
- Video Killed the Radio Star（The Buggles）
- Wild Ones（Flo Rida feat. Sia）
- We Can’t Move To This（Ellie Goulding）
- Shut Up and Dance（WALK THE MOON）
- MIC Drop -Japanese ver.-（BTS (防弾少年団)）
- できっこないを やらなくちゃ（サンボマスター）

第2話
- 血、汗、涙 -Japanese ver.-（BTS (防弾少年団)）
- Hope & Dreams（MISIA）

第3話
- Video Killed the Radio Star（The Buggles）
- Wild Ones（Flo Rida feat. Sia）
- We Can’t Move To This（Ellie Goulding）

第4話
- 人にやさしく（THE BLUE HEARTS）
- MIC Drop -Japanese ver.-（BTS (防弾少年団)）

第5話
- 明日も（SHISHAMO）

第6話
- できっこないを やらなくちゃ（サンボマスター）

第7話
- Shout Out to My Ex（Little Mix）
- Wild Ones（Flo Rida feat. Sia）
- Because We Can（Fatboy Slim）
- We Can't Move To This（Ellie Goulding）

第8話
- You’ll Never Walk Alone（Susan Boyle）

第9話
- できっこないを やらなくちゃ（サンボマスター）

第10話 最終回
- Cut To The Feeling（Carly Rae Jepsen）
- Bring Em Out（T.I.）
- Power（Little Mix）
- Roar（Katy Perry）
- Problem（Ariana Grande）
- Runaway Baby（Bruno Mars）

### 福井県のロケ地 (テレビドラマ)
第1話
- JR福井駅西口
- 九十九橋
- 九頭竜川・中角歩道橋
- PLANT-2 坂井店
- 敦賀市総合運動公園野球場
- 福井県立福井商業高等学校

第2話
- AOSSA
- 福井県立大学
- 気比の松原

### スタッフ (テレビドラマ)
- 脚本 - 後藤法子、徳尾浩司、木村涼子、渡邉真子
- 脚本監修 - 後藤法子
- 原作 - 映画『チア☆ダン』製作委員会
- 協力プロデューサー - 平野隆、辻本珠子
- 主題歌 - サンボマスター「輝きだして走ってく」（Getting Better/Victor Entertainment）[44]
- イメージソング - サンボマスター「できっこないを やらなくちゃ」（Getting Better/Victor Entertainment）
- 音楽 - 末廣健一郎、MAYUKO
- 音楽コーディネーター - 久世烈
- 劇中ダンス曲協力 - Atsushi Shimada
- チアダンス振付・指導 - 前田千代、三田村真帆、渡辺あさぎ、森村亜理紗、二ノ宮麻里、海野幸
- チアダンス監修 - 丸田えり子
- 方言指導 - 金光萌、大須賀隼人
- 特別協力 - 福井県
- 協力 - 一般社団法人日本チアダンス協会、福井県立福井商業高等学校 チアリーダー部 JETS
- プロデュース - 韓哲
- 協力プロデュース - 高山暢比古
- 演出 - 福田亮介、金子文紀、岡本伸吾、渡部篤史
- 製作著作 - TBS

### 使用されていた化粧品
24hコスメ（24hコスメ公式ホームページに記載）

### 放送日程 (テレビドラマ)
| 各話                                                                        | 放送日  | サブタイトル                                                 | 脚本     | 演出     | 視聴率 |
| --------------------------------------------------------------------------- | ------- | ------------------------------------------------------------ | -------- | -------- | ------ |
| 第1話                                                                       | 7月13日 | 目指せ全米制覇! ダメ高校生ができっこない夢に挑む奇跡の物語   | 後藤法子 | 福田亮介 | 8.5%   |
| 第2話                                                                       | 7月20日 | 今これがやりたいんや! 夢を追う新たな仲間                     | 後藤法子 | 福田亮介 | 8.6%   |
| 第3話                                                                       | 7月27日 | 初大会で大失敗…ダメ顧問太郎が涙のエール                      | 徳尾浩司 | 金子文紀 | 6.6%   |
| 第4話                                                                       | 8月03日 | 誰かを笑顔にする為に…ダンスが起こす奇跡                      | 徳尾浩司 | 金子文紀 | 7.3%   |
| 第5話                                                                       | 8月10日 | 仲間を傷つけるのは許さん! 学園祭の約束                       | 徳尾浩司 | 福田亮介 | 5.5%   |
| 第6話                                                                       | 8月17日 | 太郎先生に届け命と涙のエール! 顧問不在で廃部命令             | 木村涼子 | 岡本伸吾 | 6.1%   |
| 第7話                                                                       | 8月24日 | 20人での初大会! 夢も仲間も絶対捨てない                       | 渡邉真子 | 渡部篤史 | 7.1%   |
| 第8話                                                                       | 8月31日 | 暴行疑惑…大会への出場取消し!? 世界中が疑っても仲間を信じる!! | 徳尾浩司 | 福田亮介 | 6.6%   |
| 第9話                                                                       | 9月07日 | ケガで全国大会出場断念!? 復活の太郎先生が導く奇跡            | 木村涼子 | 岡本伸吾 | 6.8%   |
| 最終回                                                                      | 9月14日 | 夢は叶う人は変われる! 今夜、奇跡のラストダンス               | 木村涼子 | 福田亮介 | 7.9%   |
| 平均視聴率 7.1%（視聴率はビデオリサーチ調べ、関東地区・世帯・リアルタイム） |         |                                                              |          |          |        |

| TBS系列 金曜ドラマ                                 | TBS系列 金曜ドラマ                    | TBS系列 金曜ドラマ                                   |
| 前番組                                             | 番組名                                | 次番組                                               |
| -------------------------------------------------- | ------------------------------------- | ---------------------------------------------------- |
| あなたには帰る家がある （2018年4月13日 - 6月22日） | チア☆ダン （2018年7月13日 - 9月14日） | 大恋愛〜僕を忘れる君と （2018年10月12日 - 12月14日） |